# Stephan Stubner
Stephan Stubner (* 1974 in München) ist ein deutscher Wirtschaftswissenschaftler und Business Angel. Seit 2013 ist er Inhaber des Dr. Ing. h.c. F. Porsche AG Lehrstuhls für Strategisches Management und Familienunternehmen an der HHL Leipzig Graduate School of Management. Am 1. Juli 2017 wurde er zum Rektor der HHL Leipzig Graduate School of Management berufen. Dieses Amt legte er am 7. Februar 2023 aus familiären Gründen nieder.

## Werdegang
Nach dem Abitur in München absolvierte Stubner eine Ausbildung zum Industriekaufmann bei Siemens Nixdorf, wo er auch als Assistent des Vorstandes tätig war. Er begann sein Studium der Betriebswirtschaftslehre 1995 parallel zu Ausbildung und Beruf an der Universität Paderborn und schloss dieses Anfang 2000 nach Aufenthalten in den USA und Spanien als Diplom-Kaufmann an der Handelshochschule Leipzig ab. Ab 1999 sammelte er als Mitgründer mehrerer Online-Start-ups unternehmerische Erfahrung. Seine akademische Ausbildung setzte Stubner als wissenschaftlicher Mitarbeiter und Doktorand an der Friedrich-Alexander-Universität Erlangen-Nürnberg fort. Dort wurde er 2004 mit seiner Dissertation über Venture-Capital und Strategisches Management und Unternehmertum am Lehrstuhl von Harald Hungenberg zum Dr. rer. pol. promoviert.
Danach war Stubner als Strategie-Berater für die Boston Consulting Group tätig, ehe er im Jahr 2007 als Assistenz-Professor an die HHL Leipzig Graduate School of Management zurückkehrte. Dort wurde er 2012 habilitiert, und er leitete als akademischer Direktor das „Entrepreneurship“-Programm. Er ist seit 2013 Inhaber des „Dr.-Ing. h.c. F. Porsche AG Lehrstuhls für Strategisches Management und Familienunternehmen“ an der HHL Leipzig.

## Gründungen
Seit 1999 ist Stubner unternehmerisch tätig und war Mitgründer des Produktbewertungsportals ciao.com sowie der Hotel-Metasuche trivago.

## Engagement und Mitgliedschaften
Stephan Stubner ist aktiver Business Angel und Investor. Er investierte unter anderem in Hello Fresh und Delivery Hero. Von 2007 bis 2012 war er als Beirat von futureSAX, des Geschäftsplan-Wettbewerbs des Freistaats Sachsen tätig.

## Publikationen
- zusammen mit Niklaus Leemann und Dominik K. Kanbach (2021): Breaking the Paradigm of Sensing, Seizing, and Transforming – Evidence from Axel Springer. In: Journal of Business Strategies, 38(2), S. 95–124 (englisch).
- zusammen mit Dominik K. Kanbach (2016): Corporate Accelerators As Recent Form Of Startup Engagement: The What, The Why, And The How. In: Journal of Applied Business Research, 32(6), S. 1761–1776 (englisch).
- zusammen mit Torsten Wulf und Christian Hoffmann (2014): Understanding the performance consequences of family involvement in the top management team: The role of long-term orientation. In: International Small Business Journal, 34(3), S. 345–368 (englisch).
- zusammen mit Torsten Wulf (2013): Position-specific knowledge, new CEO learning and firm performance. In: European Journal of International Management, 7(1), S. 6–30 (englisch).
- zusammen mit W. Henning Blarr, Christian Brands und Torsten Wulf (2012): Organizational Ambidexterity and Family Firm Performance. In: Journal of Small Business & Entrepreneurship, 25(2), S. 217–229 (englisch).